# Karl Schiske
Karl Hubert Rudolf Schiske (Győr (comtat de Győr-Moson-Sopron, Hongria), 12 de febrer, 1916 - Viena, 16 de juny, 1969), va ser un compositor i professor de composició austríac.

## Biografia
El seu lloc de naixement, Győr, a l'actual Hongria occidental, encara formava part de la monarquia del Danubi el 1916. El 1919 la família es va traslladar primer a Orth an der Donau a la Baixa Àustria i el 1923 a Viena. Va assistir a l'escola secundària a Albertgasse, on va conèixer el seu amic de tota la vida i més tard pintor Carl Unger. A partir de 1932 va rebre lliçons de composició d'Ernst Kanitz, alumne de Franz Schreker, i el 1939 va aprovar l'examen de matrícula en composició a la Universitat de Música de Viena com a estudiant extern. També va estudiar musicologia, història de l'art, filosofia i física a la Universitat de Viena i es va doctorar el 1942 sobre l'ús de la dissonància a les simfonies de Bruckner. Es va formar com a pianista amb Roderich Bass i Julius Varga al "New Vienna Conservatory" i amb Hans Weber a l'Acadèmia de Música de Viena.
A partir de 1939, quan encara era estudiant, l'Orquestra Simfònica de Viena i el Quartet Steinbauer van interpretar les seves primeres obres al Musikverein i al Konzerthaus.
El 1940 va ser reclutat per la Wehrmacht alemanya. També va poder compondre durant aquest temps. La seva obra principal, l'oratori Sobre la mort, va ser escrita sota la influència de la Segona Guerra Mundial i va estar dedicada al seu germà Hubert, que va ser mort en combat prop de Riga el 1944. Es va estrenar l'any 1948 al Konzerthaus de Viena amb Karl Böhm.
Després del final de la guerra va viure com a compositor independent a Viena amb estades més llargues a l'Alta Àustria, Estiria, Salzburg i Orth an der Donau. La mecenes i partidari de Schiske en aquella època era Rita Schuller von Götzburg de Großsölk/Estíria, a qui Schiske va dedicar un gran nombre de composicions.
La seva fase creativa més fructífera va començar després de la guerra. Durant aquests anys les seves Simfonies núm. 2 a 4, el concert de cambra per a orquestra i un gran nombre d'obres de música de cambra, fins que el 1952 va ser nomenat professor de composició per la Universitat de Música de Viena. El mateix any, el president federal li va concedir el títol professional de professor i el premi estatal austríac (per l'oratori Sobre la mort). Va aparèixer internacionalment el 1957 com a cofundador d'un estudi de música electrònica i va ocupar una càtedra visitant a la Universitat de Califòrnia, Riverside el 1966 i el 1967. El 1962 finalment va ser nomenat professor universitari extraordinari a Viena. Va ser membre de la junta d'IGNM Àustria.
Entre els seus alumnes hi havia Erich Urbanner, Iván Eröd, Gösta Neuwirth, Kurt Schwertsik, Otto M. Zykan, Charles Boone i Luca Lombardi.
Schiske estava casat amb Berta Baumhackl des de 1954 i tenia quatre fills. Va morir d'una hemorràgia cerebral amb només 53 anys i va ser enterrat al cementiri local d'Orth an der Donau.

## Obres (selecció)
- Konzert für Klavier und Orchester, op. 11
- Sonate für Violine und Klavier, op. 18 (1943/48)
- Vom Tode, Oratorium, op. 25
- Psalm 99, op. 30

## Premis
- 1950: Premi de la Ciutat de Viena per la Música[1]
- 1952: Premi d'Artista Destacat per a la Música#Premi Estatal de Música[2]
- 1960: Premi Theodor Körner
- 1960: Creu d'Honor austríaca per a la ciència i l'art
- 1967: Gran Premi Estatal Austríac[3]
- 1968: Decoració d'Honor pels Serveis a la República d'Àustria (1952)
- 1970: Premi Estatal de Cultura de l'Estat de la Baixa Àustria a títol pòstum